# Seznam zápasů bulharské fotbalové reprezentace na MS
Bulharská fotbalová reprezentace byla celkem 7x na mistrovstvích světa ve fotbale a to v letech 1962, 1966, 1970, 1974, 1986, 1994, 1998.
- Aktualizace po MS 1998 - Počet utkání - 26 - Vítězství - 4x - Remízy - 7x - Prohry - 15x

| Číslo | Soupeř      | Výsledek                | MS      | Fáze turnaje       | Góly Bulharska                                                          |
| ----- | ----------- | ----------------------- | ------- | ------------------ | ----------------------------------------------------------------------- |
| 1.    | Argentina   | 0 – 1                   | MS 1962 | základní skupina D | Ne                                                                      |
| 2.    | Maďarsko    | 1 – 6                   | MS 1962 | základní skupina D | Georgi Asparuchov                                                       |
| 3.    | Anglie      | 0 – 0                   | MS 1962 | základní skupina D | Ne                                                                      |
| 4.    | Brazílie    | 0 – 2                   | MS 1966 | základní skupina C | Ne                                                                      |
| 5.    | Portugalsko | 0 – 3                   | MS 1966 | základní skupina C | Ne                                                                      |
| 6.    | Maďarsko    | 1 – 3                   | MS 1966 | základní skupina C | Georgi Asparuchov                                                       |
| 7.    | Peru        | 2 – 3                   | MS 1970 | základní skupina D | Dinko Dermendžijev, Christo Bonev                                       |
| 8.    | Německo     | 2 – 5                   | MS 1970 | základní skupina D | Asparuch Nikodimov, Todor Kolev                                         |
| 9.    | Maroko      | 1 – 1                   | MS 1970 | základní skupina D | Dobromir Žečev                                                          |
| 10.   | Švédsko     | 0 – 0                   | MS 1974 | základní skupina 3 | Ne                                                                      |
| 11.   | Uruguay     | 1 – 1                   | MS 1974 | základní skupina 3 | Christo Bonev                                                           |
| 12.   | Nizozemsko  | 1 – 4                   | MS 1974 | základní skupina 3 | Ruud Krol (vlastní)                                                     |
| 13.   | Itálie      | 1 – 1                   | MS 1986 | základní skupina A | Nasko Sirakov                                                           |
| 14.   | Jižní Korea | 1 – 1                   | MS 1986 | základní skupina A | Plamen Getov                                                            |
| 15.   | Argentina   | 0 – 2                   | MS 1986 | základní skupina A | Ne                                                                      |
| 16.   | Mexiko      | 0 – 2                   | MS 1986 | osmifinále         | Ne                                                                      |
| 17.   | Nigérie     | 0 – 3                   | MS 1994 | základní skupina D | Ne                                                                      |
| 18.   | Řecko       | 4 – 0                   | MS 1994 | základní skupina D | Christo Stoičkov (2), Jordan Lečkov, Daniel Borimirov                   |
| 19.   | Argentina   | 2 – 0                   | MS 1994 | základní skupina D | Christo Stoičkov, Nasko Sirakov                                         |
| 20.   | Mexiko      | 1 – 1 (PP) (pen. 3 - 1) | MS 1994 | osmifinále         | Christo Stoičkov penalty: Bončo Genčev, Daniel Borimirov, Jordan Lečkov |
| 21.   | Německo     | 2 – 1                   | MS 1994 | čtvrtfinále        | Christo Stoičkov, Jordan Lečkov                                         |
| 22.   | Itálie      | 1 – 2                   | MS 1994 | Semifinále         | Christo Stoičkov                                                        |
| 23.   | Švédsko     | 0 – 4                   | MS 1994 | o 3. místo         | Ne                                                                      |
| 24.   | Paraguay    | 0 – 0                   | MS 1998 | základní skupina D | Ne                                                                      |
| 25.   | Nigérie     | 0 – 1                   | MS 1998 | základní skupina D | Ne                                                                      |
| 26.   | Španělsko   | 1 – 6                   | MS 1998 | základní skupina D | Emil Kostadinov                                                         |